# مبلمرات التكثيف
مبلمرات التكثيف هي أي نوع من البوليمرات التي يتم تشكيلها من خلال تفاعل التكثيف - حيث تنضم الجزيئات معا -فقدان جزيئات صغيرة مثل المنتجات الثانوية مثل الماء أو الميثانول، بدلا من البوليمرات الإضافية التي تنطوي على تفاعل مونومرات غير مشبعة.تكثيف البلمرة هو شكل من أشكال البلمرة النمو يحدث خطوة بخطوة، وتتكون العملية من انضمام جزيئين معا، مما يؤدي إلى فقدان الجزيئات الصغيرة التي غالبا ما تكون المياه. 
نوع المركب الناتج عن بلمرة التكثيف يعتمد على وجود مونمرات مع مجموعة فعالة (مجموعة وظيفية ) واحدة لا تغلق سلسلة النمو، وبالتالي المركبات النهائية تكون ذات وزن جزيئي أقل . يتم إنشاء البوليمرات الخطية باستخدام مونومرات تحوي مجموعتان وظيفيتان طرفيتان والمونومرات التي تتكون من أكثر من مجموعتين طرفيتان تعطي مبلمرات ثلاثية الأبعاد التي تكون شبكة متصالبة الروابط.وتشمل مبلمرات التكثيف على متعدد الأميد ، ومتعدد الأسيتالات والبروتينات.
غالبا المركبات الناتجة من التجفيف تتضمن  مونومرات تحوي مجموعة -OH (هيدروكسيل) وأيون حر -H على أي طرف (مثل الهيدروجين من -NH2 في النايلون أو البروتينات).عادة، يتم استخدام اثنين أو أكثر من مونومرات مختلفة في التفاعل. الروابط بين مجموعة الهيدروكسيل وذرة الهيدروجين متتابعة الذرات تتكسر مكونةً الماء من الهيدروكسيل والهيدروجين، بالتالي تتكون البوليمر. في الواقع في هذه العملية يتم تحرير جزيئين من الماء. كما هو موضح (ن + ن = 2ن)
يتم إنشاء البوليستر من خلال روابط استر بين المونومرات، والتي تحتوي على مجموعات وظيفية وهي الكربوكسيل والهيدروكسيل (حمض عضوي ومونومر الكحول).
النايلون هو نوع شائع اخر من مبلمرات التكثيف. ويمكن تصنيعها عن طريق تفاعل أمين ثنائي مع مشتقات الكربوكسيل. في هذا المثال المشتقة هي ثنائي حمض الكاربوكسيليك، ولكن تستخدم أيضا كلوريد ثنائي الأسيل. وثمة نهج آخر يستخدم هو تفاعل مونومرات ثنائية المجموعة الوظيفية، مع أمين واحد ومجموعة حمض كربوكسيلية واحدة على نفس الجزيء:

General chemical structure of one type of condensation polymer

الأحماض الكربوكسيلية والأمينات ترتبط لتشكيل رابِطَةٌ بِبْتيدِيَّة، المعروف أيضا باسم مجموعات الأميد. البروتينات هي بوليمرات تكثيف مصنوعة من مونومرات الأحماض الأمينية. الكربوهيدرات هي أيضا بوليمرات تكثيف مصنوعة من مونومرات السكر مثل الجلوكوز (أي السليلوز أو الجليكوجين) والجالكتوز.
تستخدم بلمرة التكثيف أحيانا لتشكيل هيدروكربونات بسيطة. هذه الطريقة، ومع ذلك، هي مكلفة وغير فعالة، وبالتالي فإن بلمرة الإضافة في الإيثين (البولي ايثيلين) يستخدم بشكل عام.
بوليمرات التكثيف، لا تشبه البوليمرات بالإضافة، قد تكون قابلة للتحلل. يمكن تحلل روابط الببتيد أو الاستر بين المونومرات بواسطة المحفزات الحامضية أو الإنزيمات البكتيرية التي تكسر سلسلة البوليمر إلى قطع أصغر.
بوليمرات التكثيف الأكثر شيوعا هي البروتينات، الأقمشة مثل النايلون، الحرير، أو البوليستر. 

## روابط خارجية
- Polymers (and condensation polymers) - Virtual Text of Organic Chemistry, William Reusch